# Wendy Williams
Wendy Joan Williams (Nova Jérsei, 18 de julho de 1964) é uma apresentadora de televisão, empresária, personalidade da mídia e autora estadunidense. Atualmente, apresenta seu próprio talk show, The Wendy Williams Show.

## Carreira no Rádio
Wendy Williams trabalho na WXKS-FM ("Kiss 108"), em Boston. Mais tarde, foi para a estação de rádio WVIS, em Saint Croix, Ilhas Virgens, trabalhar como DJ, e após oito meses lá, aceitou o emprego na WOL, rádio de Washington, D.C.. Em seguida entrou no mercado novaiorquino, onde trabalhou nas estações de rádio WPLJ e WQHT, essa última, mais conhecida como Hot 97.
Em 1989, Williams começou a trabalhar na "98,7 Kiss FM", na cidade de Nova Iorque como DJ. A rádio WBLS, concorrente da "97,7 Kiss FM", começou a contratar pessoas para um programa matinal, a 98,7 Kiss FM deu a Williams um programa matinal. Nesse momento, é nesse momento que ela começa a falar sobre as celebridades afro-americanas, e de sua vida particular. Um ano depois, Williams ganha o prêmio de "Melhor Personalidade do Rádio", em 1993. No ano seguinte, após o prêmio da Billboard, a Emmis Communications compra a Kiss FM e passa Williams para a Hot 97.
Williams foi despedida da Hot 97, em 1998. A empresa alegou que ela entrou em uma briga com seu colega de trabalho Angie Martinez. Em seu livro, Wendy's Got The Heat,que apareceu na lista dos bestseller do New York Times, Wendy admite ter brigado com Martinez, alegando, por sua vez, que eles tiveram apenas uma discussão verbal, ela ainda elogia o trabalho do rapper e DJ. E disse, que a emissora usou esse incidente como uma desculpa para rasgar seu contrato. E disse que eles queriam substituíla pelo magnata do hip-hop, Diddy. Fazendo alusão disso, em seu segundo livro, The Wendy Williams Experience, escrevendo: "Ele, sozinho, tentou arruinar-me...".
Após esse incidente na Hot 97, Williams foi contratada pela estação de rádio filadelfiana Power 99 FM, alegando que seus fãs novaiorquinos a "deixou morrer". Tempos depois, em 2001, Williams voltou para Nova Iorque, quando a WBLS contratou-a em tempo integral, dando a ela um programa com seu próprio nome. A partir de 2008, seu programa poderia ser ouvido no Redondo Beach, California; Shreveport, Louisiana; Wilmington, Delaware; Toledo, Ohio; Colúmbia, Carolina do Sul; Emporia, Virgínia; Lake Charles, Luisiana; Tyler, Texas; e Alexandria, Luisiana entre outras localidades.
Em uma entrevista à Howard Stern, ela se autodenominava a "Rainha de Toda a Mídia". Em seus programas de rádio e televisão, ela sempre faz fofocas sobre as celebridades.
Williams já publicou vários livros, incluindo o livros de bolso Drama is Her Middle Name: The Ritz Harper Chronicles Vol. 1 (em português, "O Drama É Seu Nome do Meio: As Crônicas de Ritz Harper Vol. 1), de 2006, que tem co-autoria de Karen Hunter.
Em 2003, Wendy entrevistou a cantora de R&B, Blu Cantrell, onde fez perguntas sobre suas práticas sexuais, suas críticas a outros artistas de R&B, e o uso de drogas. Esta entrevista foi gravada e vendida no DVD do álbum de Blu Cantrell, Bittersweet, como faixa bônus.
Wendy Williams foi hostess do champagne da Georges Veselle. Em outubro de 2007, subtituiu Jodi Applegate, no programa matinal da WNYW, Good Day New York. Em 23 de Julho de 2009, através de seu programa de televisão, Williams anunciou que tinha deixado de trabalhar na rádio para se dedicar totalmente ao seu programa de televisão, além de pssar mais tempo com sua família.

## Televisão e outros meios de comunicação

### Programa de Televisão

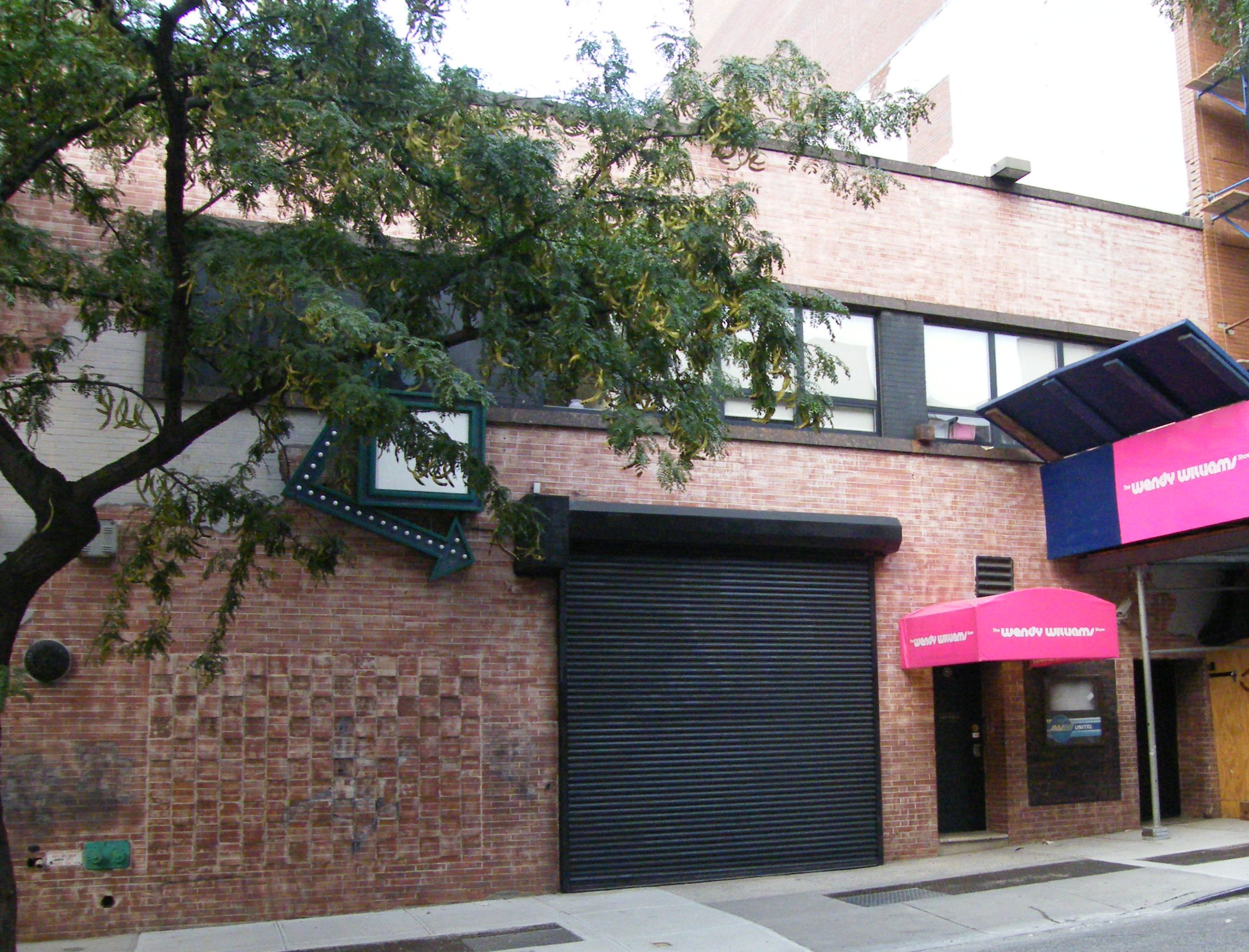
Entrada dos estúdios onde o programa "The Wendy Williams Show" é produzido.

Em 13 de Julho de 2009, Williams estreou seu talk show diurno, "The Wendy Williams Show" através da WWOR-TV e FOX 5, em Nova Iorque, KCOP-TV e FOX 11 em Los Angeles. Ele estreou em Nova Iorque, Dallas, Detroit e Los Angeles durante o versão de 2008, como pilote de teste. A Fox, então, assinou um contrato com a empresa Broadcast Syndication no final do teste para transmitir o programa a partir de Julho de 2009. Além da FOX Broadcasting Networks, que pagou para transmissão do programa, outras emissoras se interessaram. Como a BET, que também passou a transmitir o programa.
 No dia 31 de Outubro de 2017, a apresentadora desmaiou ao vivo em seu programa durante a apresentação de um concurso de fantasias.
Fantasiada de estátua da liberdade, seu corpo superaqueceu e ela passou mal. O desmaio aconteceu na parte final da atração. Bem no meio de uma frase, ela começou a gaguejar, ficou tonta e caiu no chão. Produtores correram ao palco para auxiliá-la. O site TMZ registrou ambulâncias com bombeiros e paramédicos chegando ao prédio em que fica o estúdio, em Nova York.

### Filme
Em 2006, Wendy anunciou que estava em fase de planejamento de um filme sobre a sua vida. A "Rainha da Mídia", foi escrito por Kimba Henriques, com Robin Givens interpretando Wendy Williams. As filmagens iniciaram em Agosto de 2007 e, tem previsão de lançamento para 2010. Também fazem parte do elenco do filme: Angel Melaku, Trey Songz, Lil' Kim, e Chandra Davis.

### Internet
Em 2009, a BlogTV anunciou que fez uma parceria com Wendy. O projeto se trata de um show ao vivo, realizado através de uma webcam com convidados.

## Vida pessoal
Wendy Williams nasceu em Asbury Park, Nova Jérsei, filha de Thomas e Shirley Williams, e irmã d Wanda e Tommy. Ela e seus irmãos foram criados em  Ocean Township, New Jérsei na comunidade Wayside.
Ela terminou o ensino secundário na Ocean Township High School. De 1982 à 1986, Wendy frequentou na Northeastern University, localizada em Boston, Massachusetts, onde se formou em comunicação e trabalho como DJ para a estação de rádio da faculdade, WRBB (104.9 FM).
Wendy se casou com Kevin Hunter, em 1998, com quem teve um filho, chamado Kevin.

## Prêmios
- Wendy Williams ganhou o prêmio de "Personalidade do Rádio do Ano", ou "Radialista do Ano", das revistas Billboard e da Radio & Records.
- Recebey o título "Most Guiltiest Pleasure", em 2009, no NewNowNext Awards, por seu programa The Wendy Williams Show.
- Ela está no Hall da Fama da Rádio estadunidense[6].
- Recebeu o título de "Mulher do Ano", em 2009, pela "E! Entertainment Television", através do programa semanal The Soup.